# حنة النبية
حنَّة النبية هي امرأة مذكورة في إنجيل لوقا. وبحسب هذا الإنجيل فهي امرأة مسنة من سبط أشير تنبأت عن يسوع في الهيكل الثاني. تظهر في الآية ٣٦ أثناء تقديم يسوع إلى الهيكل.